# Polygala leucothyrsa
Polygala leucothyrsa är en jungfrulinsväxtart som beskrevs av Jurij Nikolajevitj Voronov. Polygala leucothyrsa ingår i släktet jungfrulinssläktet, och familjen jungfrulinsväxter. Inga underarter finns listade i Catalogue of Life.